# Labbetmyrlandet
Labbetmyrlandet este o arie protejată (arie specială de conservare — SAC, sit de importanță comunitară — SCI, arie de protecție specială avifaunistică — SPA) din Suedia întinsă pe o suprafață de 1.642,1 ha, integral pe uscat.

## Localizare
Centrul sitului Labbetmyrlandet este situat la coordonatele 65°39′25″N 16°53′30″E / 65.657°N 16.8916°E.

## Înființare
Situl Labbetmyrlandet a fost declarat sit de importanță comunitară în aprilie 2004 pentru a proteja 11 specii de animale. Alte tipuri de protecție:
- arie de protecție specială avifaunistică (în aprilie 2004)[2]
- arie specială de conservare (în martie 2011)[1][3][4]

## Biodiversitate
Situată în ecoregiunea boreală, aria protejată conține 4 habitate naturale: Cursuri de apă de la nivel de câmpie la nivel montan, cu vegetație Ranunculion fluitantis și Callitricho-Batrachion, Taiga vestică, Lacuri și iazuri distrofice naturale, Turbării Aapa.
La baza desemnării sitului se află mai multe specii protejate de  păsări (11): minunița (Aegolius funereus), ciuf de câmp (Asio flammeus), cocoșul de mesteacăn (Bonasa bonasia), ciocănitoare neagră (Dryocopus martius), ciuvică (Glaucidium passerinum), cocor (Grus grus), bătăuș (Philomachus pugnax), ploier auriu (Pluvialis apricaria), cocoșul de mesteacăn (Tetrao tetrix tetrix),  cocoș de munte (Tetrao urogallus), fluierar de mlaștină (Tringa glareola).